# Hippa
Hippa is een geslacht van kreeftachtigen uit de klasse van de Malacostraca (hogere kreeftachtigen).

## Soorten
- Hippa adactyla Fabricius, 1787
- Hippa admirabilis (Thallwitz, 1892)
- Hippa alcimede (de Man, 1902)
- Hippa australis Hale, 1927
- Hippa carcineutes Holthuis & Manning, 1970
- Hippa celaeno (de Man, 1896)
- Hippa granulatus (Borradaile, 1904)
- Hippa hirtipes (Dana, 1852)
- Hippa indica Haig, Murugan & Balakrishnan Nair, 1986
- Hippa marmorata (Hombron & Jacquinot, 1846)
- Hippa ovalis (A. Milne-Edwards, 1862)
- Hippa picta (Heller, 1861)
- Hippa strigillata (Stimpson, 1860)
- Hippa testudinaria (Herbst, 1791)
- Hippa truncatifrons (Miers, 1878)